# Hexatoma minensis
Hexatoma minensis är en tvåvingeart som beskrevs av Alexander 1934. Hexatoma minensis ingår i släktet Hexatoma och familjen småharkrankar. Inga underarter finns listade i Catalogue of Life.